# 史洵直
史洵直（1022年—1104年），字知命，辽朝儒州缙山（今北京市延庆区）人。
高祖父史继隆，官至刺史。曾祖父史旻、祖父史延赞、父亲史翊，没有为官。母亲战氏，追赠洛阳郡太君。他弟兄八人，史洵直最长。他博学能文，通晓内典、医方、音律、星纬、书数、射御。好读书，事奉继母杨氏甚谨。清宁八年（1062年），登进士第，担任著作佐郎、充西京管内都商税判官。大安二年（1086年），以守殿中监奉使高丽贺高丽宣宗生辰，官至左谏议大夫，致仕。乾统四年（1104年）五月，在昌平县私第因病去世，时年八十三岁。娶妻邢氏，安州防御使邢英之女，邢希古的妹妹，大安元年（1085年），封河间县君，乾统元年（1101年），追赠郡君。生三子一女。